# Jonathan Ring
Erik Jonathan Ring (Örebro, 5 dicembre 1991) è un calciatore svedese, centrocampista del Västerås SK.

## Biografia
È fratello maggiore del difensore Sebastian Ring.

## Caratteristiche tecniche
Il dirigente del Kalmar Svante Samuelsson, dopo aver acquistato Ring, lo ha descritto come un centrocampista creativo e fantasioso.

## Carriera
Nativo di Örebro, nel 2011 ha iniziato a giocare con la prima squadra dell'IFK Värnamo, con cui si è messo in luce disputando due campionati di Superettan.
Nonostante l'interesse da parte del Malmö FF e di altri club svedesi, a partire dalla stagione 2013 è diventato un giocatore del Kalmar. Nella sua prima stagione in Allsvenskan ha messo a referto 15 presenze e una rete. Successivamente ha continuato a giocare nel Kalmar, spesso anche nell'undici titolare con una certa frequenza.
Il suo contratto con il Kalmar tuttavia scadeva nel dicembre 2016, così a partire dal gennaio 2017 è stato libero di unirsi ai turchi del Gençlerbirliği per un anno e mezzo. L'esperienza turca si è rivelata però breve, il tempo di disputare metà stagione, durante la quale ha collezionato 6 presenze.
Nel luglio 2017 ha rescisso il contratto con i turchi ed è stato ingaggiato dal suo vecchio club del Kalmar nel tentativo (poi riuscito) di uscire dal penultimo posto in classifica e ottenere la salvezza.
Scaduto il contratto di pochi mesi con il Kalmar, Ring ha trovato un accordo con il Djurgården valido dal gennaio 2018 per le successive tre stagioni. Nel corso dell'Allsvenskan 2019 ha contribuito alla conquista del titolo nazionale totalizzando 7 reti e 7 assist in 29 presenze. Al termine dell'annata 2020, il Djurgården ha scelto di non rinnovare il suo contratto in scadenza.
Svincolato, nel febbraio 2021 ha firmato un contratto annuale con il Kalmar, iniziando la sua terza parentesi nel club e ricongiungendosi al tempo stesso con il fratello Sebastian che già era presente in rosa.
Nel gennaio del 2022 si è unito a parametro zero ai sudcoreani dello Jeju United, rimanendovi per due anni.
Il 28 febbraio 2024 ha iniziato, anche in questo caso a parametro zero, la sua quarta parentesi con il Kalmar. Il suo contratto annuale è scaduto al termine di una stagione che ha visto la squadra retrocedere in Superettan.

## Palmarès

### Competizioni nazionali
- Coppa di Svezia: 1

Djurgården: 2017-2018
- Campionato svedese: 1

Djurgården: 2019